# Pedro Nisart

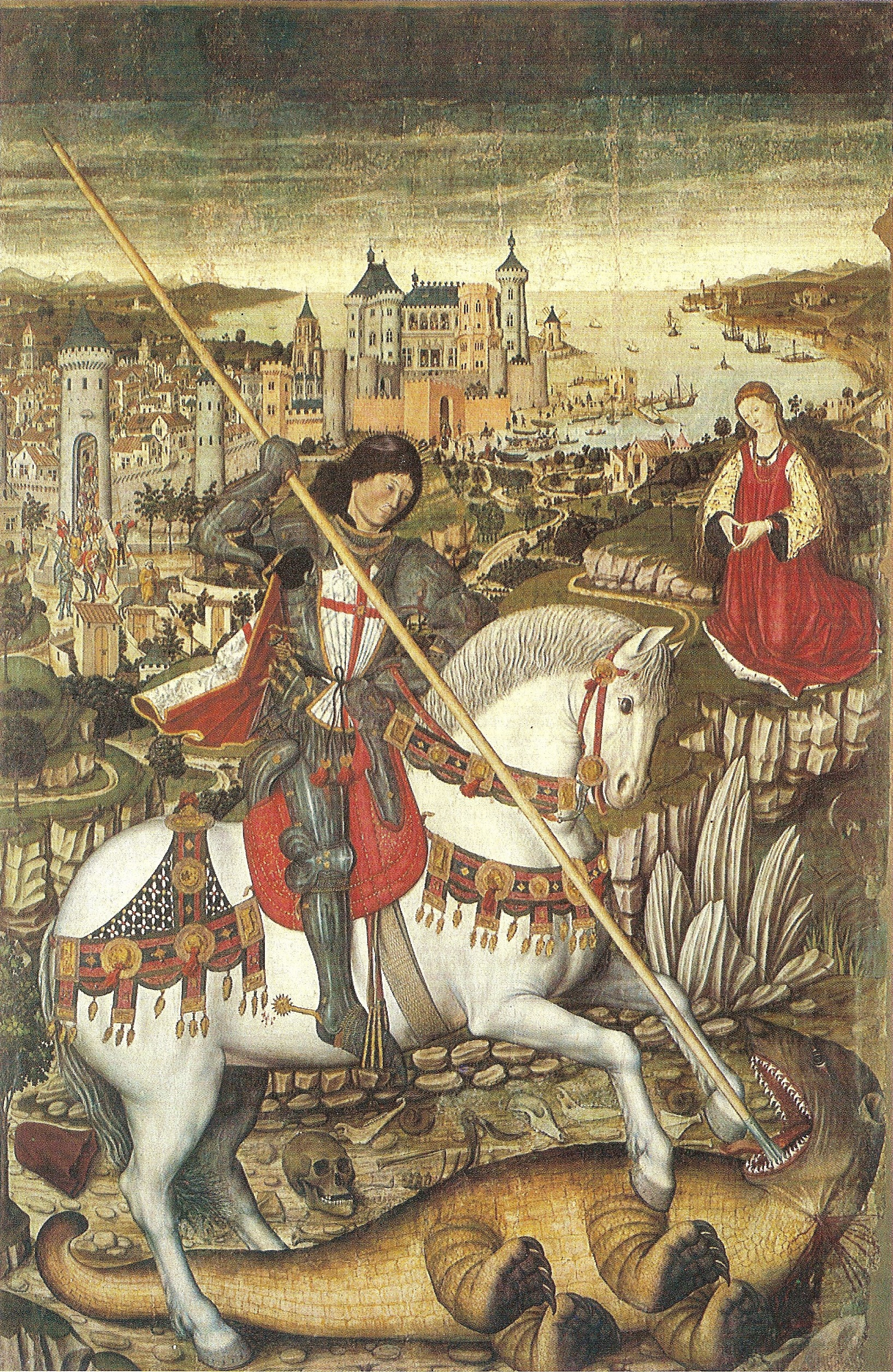
San Jorge (c. 1470), Museo Diocesano de Mallorca.

Pedro Nisart, en catalán Pere Niçard o Pere Nisart , (fl. 1468-1470) fue un pintor de estilo hispano-flamenco activo en Mallorca. 
Se le supone natural de Niza o descendiente de repobladores occitanos de la isla oriundos de esa ciudad.
Su estilo minucioso revela la influencia de Jan van Eyck. 
Su obra más conocida es un San Jorge (Sant Jordi), tabla central de un retablo que se conserva en el Museo Diocesano de Palma de Mallorca, encargado en 1468. Mide 2,84 metros de alto por 1,87 metros de ancho. Está pintado al óleo. El resto del retablo es obra, al parecer, de otro pintor: Rafel Moger. En esta obra se ve san Jorge, a modo de un caballero con su armadura, sobre un caballo, dando muerte al dragón. Aunque en el paisaje se representa una ciudad flamenca con murallas y un castillo, parece situarse en la bahía de Palma de Mallorca. 

## Referencia (parcial)
- Azcárate Ristori, J. M.ª de, Pintura gótica del siglo XV, en Historia del arte, Anaya, Madrid, 1986. ISBN 84-207-1408-9